# Dan Fallows

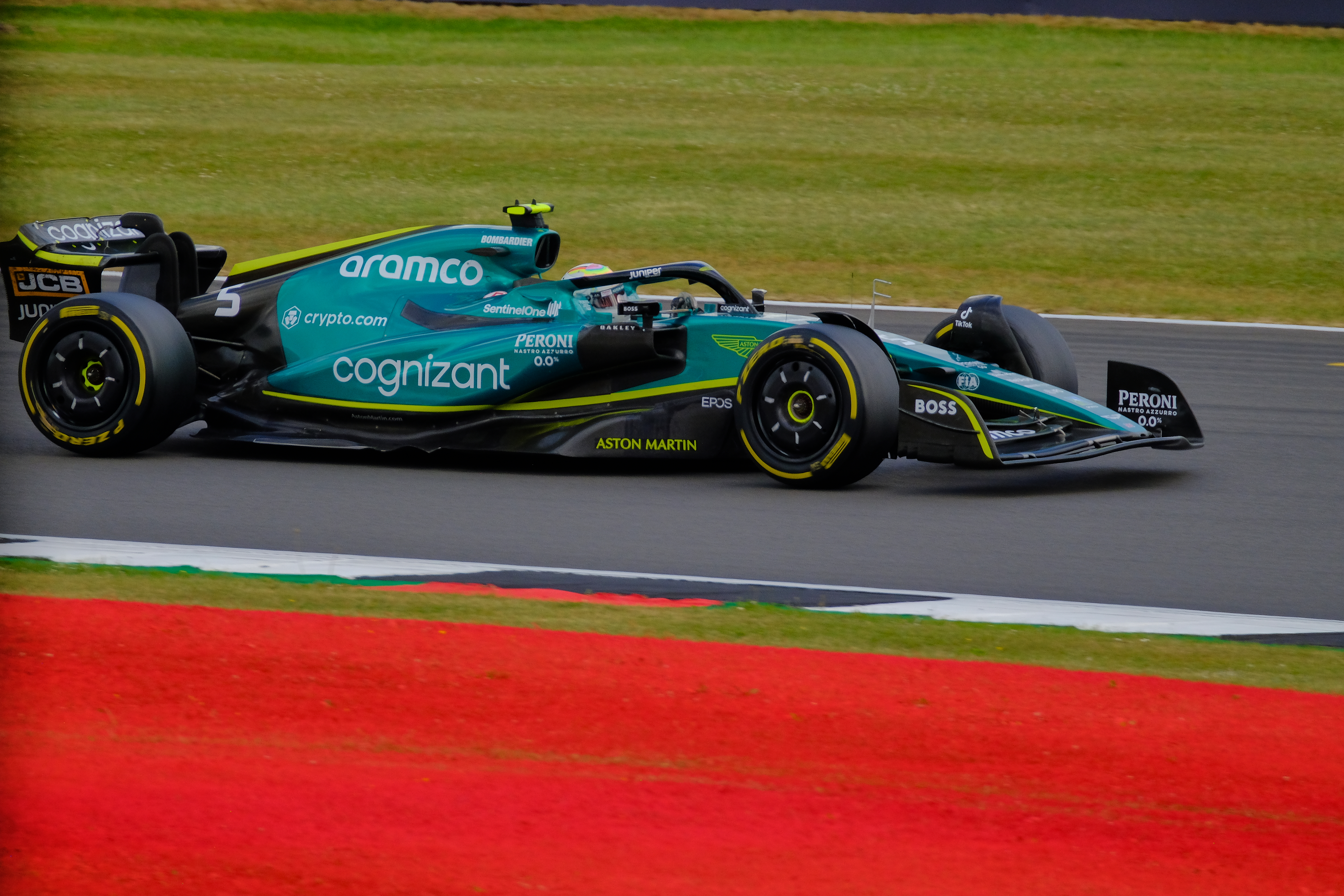
L'Aston Martin AMR22 con le pance modificate da Fallows

Dan Fallows (13 novembre 1973) è un ingegnere, dirigente sportivo e progettista britannico, ex direttore tecnico dal 2022 al 2024 dell'Aston Martin F1 Team.

## Biografia
Fallows ha iniziato la sua carriera in Formula 1 nel 2002 con la Jaguar Racing come tecnico aerodinamico. Tuttavia, quando Ford ha annunciato la sua decisione di interrompere il suo coinvolgimento in Formula 1, è passato al costruttore italiano Dallara. Nel 2006 Fallows è tornato nella squadra di Milton Keynes, diventata nel frattempo Red Bull Racing, dove ha assunto il ruolo di team leader nel reparto aerodinamica, contribuendo a raggiungere i suoi primi podi, vittorie e titoli mondiali in quattro anni tra il 2010 e il 2013. Nel 2014 è diventato capo dell'aerodinamica. Considerato in Red Bull come il braccio destro di Adrian Newey, lascia il team il 25 giugno 2021 firmando un contratto con il team Aston Martin di Formula 1, dal quale è scaturita una controversia legale e iniziando a lavorarvici solo il 2 aprile 2022. Nel novembre 2022, a seguito di risultati al di sotto delle aspettative, viene licenziato dalla scuderia inglese.